# 绯胸鹦鹉
绯胸鹦鹉（学名：Psittacula alexandri），又称小绯胸鹦鹉，以同大绯胸鹦鹉（大紫胸鹦鹉）相区别。中国民间又称鹦哥、莺哥。红嘴、绿背，喉、胸橙红色。分布于中国西南部、印度、孟加拉国、缅甸、泰国、中南半岛、印度尼西亚等地。体长为22—36厘米，体重为85—168克。擅长学习人语。主要食物为植物种子、水果、浆果、栗子、花朵、花蜜。繁殖期从2月到3月，每次产卵3-4颗，孵化期21—24天，羽化时间7至8周。